# 完美的一天 (游戲)
《完美的一天》是一款时间循环主题的解谜游戏，由Perfect Day Studio开发并于2022年2月25日正式发行。

## 玩法与内容
游戏主角为12岁小學生陈亮，他热衷于外星人杂志和电子游戏，喜欢一位女同学柯云。遊戲将不斷重複1999年最后一天，玩家操作扮演陈亮，选择如何平衡安排该天行动。游戏画面是印象主義绘画风格，充满千禧年中华人民共和国城镇的感伤情调。

## 开发与发行
遊戲由Perfect Day Studio开发。2022年2月25日，《完美的一天》正式版於Steam发行。2023年10月26日，在多款家機，包括PlayStation 4、PlayStation 5、Xbox One、Xbox Series X/S、任天堂Switch上发行。